# 수광 (전진)
수광(壽光)은 중국 전진(前秦) 폐제(廢帝) 여왕(厲王)의 연호이다. 355년 6월에서 357년 5월까지 2년 동안 사용하였다.
같은 시기에 사용된 다른 연호로는 동진(東晉)에서 사용한 영화(永和 : 345년 ~ 356년), 승평(昇平 : 357년 ~ 361년) 전량(前凉)에서 사용한 화평(和平 : 354년 ~ 355년), 건흥(建興 : 314년 ~ 361년), 전연(前燕)에서 사용한 원새(元璽 : 352년 ~ 357년), 광수(光壽 : 357년 ~ 360년), 대(代)에서 사용한 건국(建國 : 338년 ~ 376년)이 있다.

## 개원
황시(皇始) 5년 6월 16일(355년 7월 11일)에 연호를 수광(壽光)으로 개원함.

## 연대대조표
| 수광                | 원년                           | 2년        | 3년                 |
| 서력                | 355년                          | 356년      | 357년               |
| 육십간지 (六十干支) | 을묘(乙卯)                     | 병진(丙辰) | 정사(丁巳)          |
| 동진 (東晉)         | 영화(永和) 11년                | 12년       | 승평(昇平) 원년     |
| 전량 (前凉)         | 화평(和平) 2년 건흥(建興) 43년 | 44년       | 45년                |
| 전연 (前燕)         | 원새(元璽) 4년                 | 5년        | 6년 광수(光壽) 원년 |
| 대 (代)             | 건국(建國) 18년                | 19년       | 20년                |

## 같이 보기
- 중국의 연호